# Bruinwangwever
De bruinwangwever (Ploceus batesi) is een zangvogel uit de familie Ploceidae (wevers en verwanten). De vogel werd in 1908 door  Richard Bowdler Sharpe geldig beschreven en vernoemd naar George Latimer Bates. Bates was een natuuronderzoeker die vanuit Kameroen collecties balgen naar het Natural History Museum stuurde. Het is een bedreigde, endemische vogelsoort in Kameroen.

## Kenmerken
De vogel is 12 tot 14 cm lag. Het is een vrij kleine, bosbewonende wever. Het mannetje heeft een kastanjebruine kop en een zwarte keelband die doorloopt tot de hals. De buik en borst zijn geel en dit geel vormt ook nog een smal bandje tot in de hals. Van boven is de vogel olijfgroen. Het vrouwtje heeft een zwarte kop en mist het bruin en de zwarte keel.

## Verspreiding en leefgebied
Deze soort is endemisch in de laaglandbossen en secundair bos in een smalle zone die loopt van Limbe aan de voet van  Mount Cameroon tot in Oost-Kameroen bij de stad  Moloundou.

## Status
De grootte van de populatie werd in 2016 door BirdLife International geschat op 250 tot 1000 volwassen individuen en de populatie-aantallen nemen af door habitatverlies. Het leefgebied wordt aangetast door ontbossing waarbij natuurlijk bos wordt omgezet in gebied voor de teelt van oliepalmen. Om deze reden staat deze soort als bedreigd op de Rode Lijst van de IUCN.